# Jean-François Bigay
Jean-François Bigay est un ingénieur aéronautique français diplômé de l'ISAE-SUPAERO.
Directeur de la Division Hélicoptère de l'Aérospatiale il créa Eurocopter avec la filiale de MBB et en prit la Co-présidence de 1992 à 1998. 
Il assuma la responsabilité de l'ensemble Aéronautique d'Aérospatiale puis d'Aérospatiale Matra jusqu'à la création d'EADS.
Puis de 2000 à 2003 il devint Président Directeur Général d'Eurocopter,
À partir de 2003 il créa la Mission de développement économique régional de PACA. 
Il fut  président de l'Aéroport Marseille-Provence pendant 6 ans et permis le développement de vols internationaux. 
Président de la section prospective du CEESR il dirigea une étude sur l'application des monnaies alternatives qui fut voté à l'unanimité.
Depuis 2017 il est Président de La Fondation de France Corse-Provence-Alpes.

## Œuvre
- Jean-François Bigay, La nouvelle nationalité de l'entreprise dans la mondialisation, Paris, la Documentation française, 1999, 271 p. (lire en ligne).
- Les monnaies complémentaires au service de l'économie régionale CESER PACA

## Distinctions
- Croix d'officier de l'ordre du Mérite de la République fédérale d'Allemagne
- Chevalier de la Légion d'honneur
- Chevalier de l'ordre national du Mérite
- Commandeur de l'Ordre du mérite militaire de Brésil[4].
- En 2003, l’Association des journalistes professionnels de l'aéronautique et de l'espace lui décerne son prix Icare.
- Le 14 mars 2005, il est nommé membre qualifié du conseil d'administration du musée de l'Air et de l'Espace[5].